# Baszta Szlachecka na Wawelu

Baszta Szlachecka na mapie Wawelu.

Baszta Szlachecka – baszta na Wawelu, z XIV w. Część górną zrekonstruowano w 1958 roku. Nazwa pochodzi od dawnej funkcji budowli-więzienia dla szlachty. Obok niej znajduje się baszta Tęczyńska (od wschodu) i baszta Kobieca (od zachodu).